# Manantial estéreo
Manantial Stereo es una emisora de radio que transmite desde Yopal, Colombia, a través de la frecuencia 107.7 FM. Es una emisora de carácter comunitario, operada por la Corporacíón Cravo Sur. Su señal FM cubre el departamento de Casanare y también llega a partes de Boyacá, aunque con algunas limitaciones de cobertura en ciertos lugares de la región, debido a que comparte frecuencia con otras emisoras locales de varios municipios de Casanare. 
El formato de la emisora, si bien posee espacios de carácter informativo y cultural dedicados al servicio de la comunidad yopaleña, se caracteriza principalmente por la prevalencia de espacios musicales dedicados al formato de música romántica, similar al manejado por Amor Stereo de RCN. La emisora transmite las 24 horas del día por el dial 107.7 FM y también a través de internet.